# حسين البصير الحلي
حسين بن علي الحلي - الشهير بـابن زكوم/ابن زقوم والبصير الحلي (1873 أو 1879 - 1911) شاعر عراقي. ولد في الحلة ونشأ فيها ضريرًا، فدرس - سماعًا - علوم اللغة والدين والأدب، ونظم الشعر صغيرًا، فبرع، وذاع صيته حتى لُقّب بـ«بشار الفيحاء»، وكان له حافظة عجيبة، وذكاء نادر أدهش فيه معاصرية. توفي في الحلة ودفن في النجف. شعره كثير متنوع الأغراض والمناسبات وله ديوان شعر، مفقود.

## سيرته
ولد حسين بن علي البصير الحلي الشهير بابن زكوم/ابن زقوم في مدينة الحلة جنوبي العراق سنة 1873 م/ 1290 هـ أو 1879 م/ 1296 هـ وزقوم لقب أحد أجداده وبه تعرف أسرته اليوم. فدرس - سماعًا - علوم اللغة والدين والأدب ونظم الشعر صغيرًا، فبرع، وذاع صيته. يعد من مشاهير أدباء الحلة في زمنه، وكان معروفاً بذكائه وقوة حافظته، فقد حفظ القرآن قبل البلوغ، وسمع بعض كتب التفسير واللغة على محمد القزويني ومحمود سماكة. كان مكفوف البصر، لقبه بعض أدباء زمانه ببشار الفيحاء تشبيهًا له ببشار بن برد، وبعضهم لقّبه بحسّان، لمدائحه في النبي محمد وأهل بيته.

كان يزور بيوت العلماء والأفاضل ويغشى أندية الزعماء والأكابر وهو يسكن محلة الجباويين إحدى محلات الحلة الشمالية في الجانب الغربي. وقد جمع ديوان شعره في حياته بل قبيل وفاته بقليل ود لأحد ممدوحيه من أصحابه وكان منقطعا إليه وهو حبيب بك ابن محمد نوري باشا بن عبد الجليل ولكنه تلف أثره وقد أخذ عنه جماعة من معاصريه أشهرهم الأديب الشيخ عبد الرزاق السعيد.

قال اليعقوبي عنه «وكنت أراه يقطع تلك الشوارع في المحلات الشاسعة وحده من دون أحد يدله على السبيل على سعة الحلة وترامي أطرافها. وإذا سئل عن الساعة يضع يده ملتمسا على عقربيها ثم يجيب السائل عن عدد الساعة ودقائقها وإذا ما سئل عن آية من كتاب الله تعالى أخذ المصحف الكريم وفتحه ثم يضع يده على الصفحات التي هي مظنة تلك الآية التي يسأل عنها ولربما تقع يده على نفس الصفحة صدفة واتفاقا إلى كثير من أمثال تلك الغرائب.»

توفي في الحلة ودفن في النجف سنة 1329 هـ/ 1911 م.

## شعره
أثبت له كتاب شعراء الحلة عددًا من القصائد، هذا وقد جمع المترجم له ديوان شعره في حياته وأهداه قبيل وفاته إلى ممدوحه (حبيب بك بن محمد نوري باشا آل عبد الجليل) ولكنه تلف عندما نهبت دار ممدوحه أثناء جلاء العثمانيين عن الحلة.

قال عنه عبد العزيز سعود البابطين في معجمه «شاعر موهبته الحقيقية في الغزل، وإن تكسّب بالمدح، وقال في رثاء أهل البيت (رضي الله عنهم)، فحتى هذا الغرض الأخير افتتحه بالغزل الرمزي الشائق. لم يحرر موهبته تماماً من أثقال النظم البديعي في زمانه، فاستخدم التورية، والتقسيم وغيرهما، وقصيدته الغزلية: «أما والنهود ورمانها» تأتي على وزن وقافية قصيدة بشار: «أتته الخلافة منقادة»، كما تأخذ سمت غزل بشار في وصفه الحسّي للجمال الأنثوي.» من شعره بعنوان سحر المحبوب:

## وصلات خارجية
- في معجم البابطين